# Arrière-plage
Une arrière-plage est un espace situé au-delà d'une plage, et depuis lequel on ne peut accéder au point d'eau qu'en traversant cette dernière. Dans les régions urbanisées où la plage sert de lieu de baignade, l'arrière-plage accueille généralement les parkings, commerces, hôtels, etc. qui permettent cette fréquentation. Ailleurs, l'arrière-plage peut être dotée d'un couvert végétal dont la lisière marque précisément le début de la plage.